# Silvia Nannini
Silvia Nannini (...) è un'ex calciatrice italiana, campionessa italiana con l'Agliana al termine della stagione 1994-1995 vanta anche numerose presenze nella Nazionale italiana.

## Palmarès
- Campionato italiano: 1

Agliana: 1994-1995